# Paolo Micallef

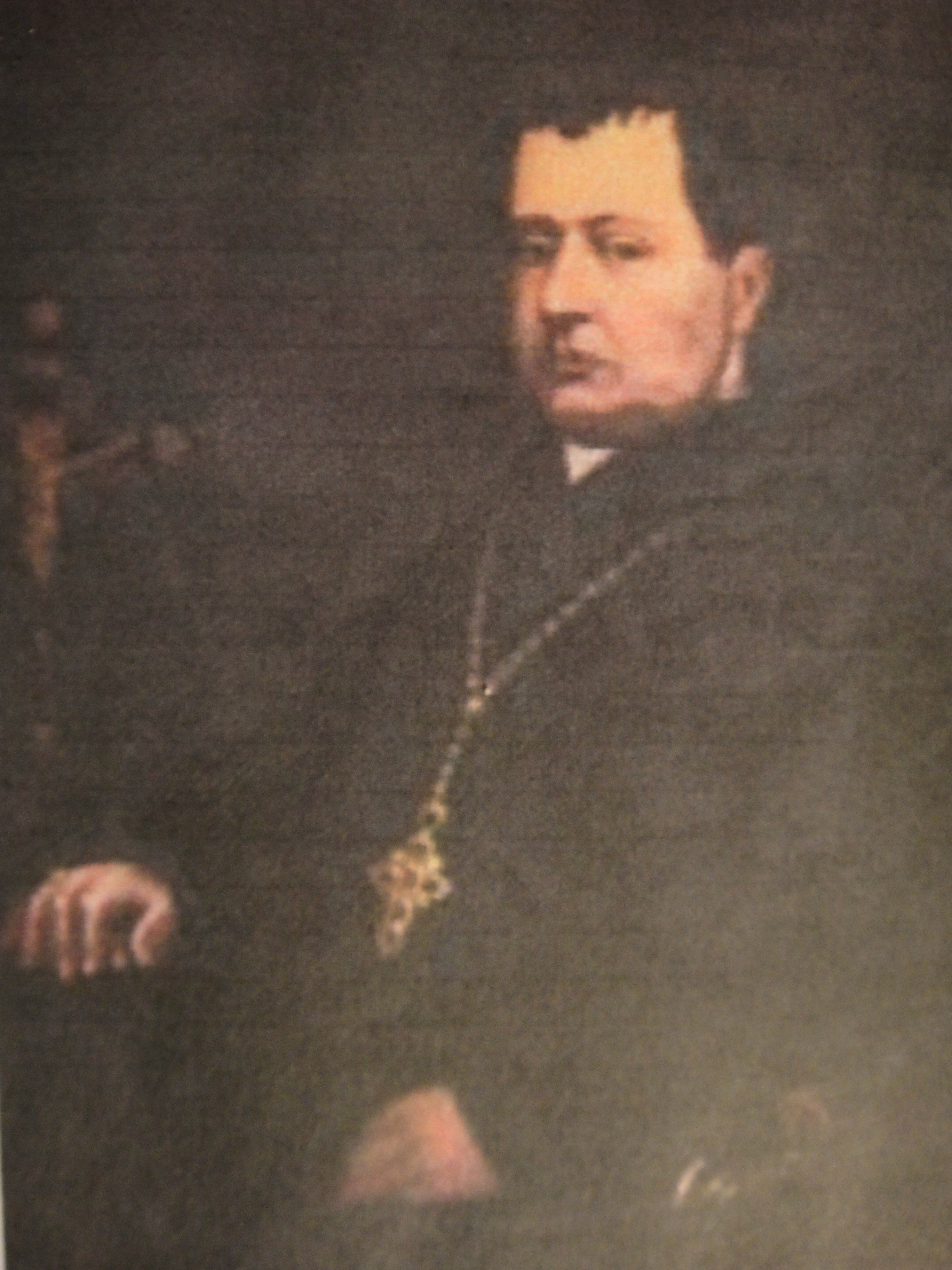
Paolo Micallef, Erzbischof von Pisa

Paolo Antonio Micallef OESA (* 15. Mai 1818 in Valletta; † 8. März 1883 in Pisa) war ein maltesischer römisch-katholischer Geistlicher und Erzbischof von Pisa.

## Leben

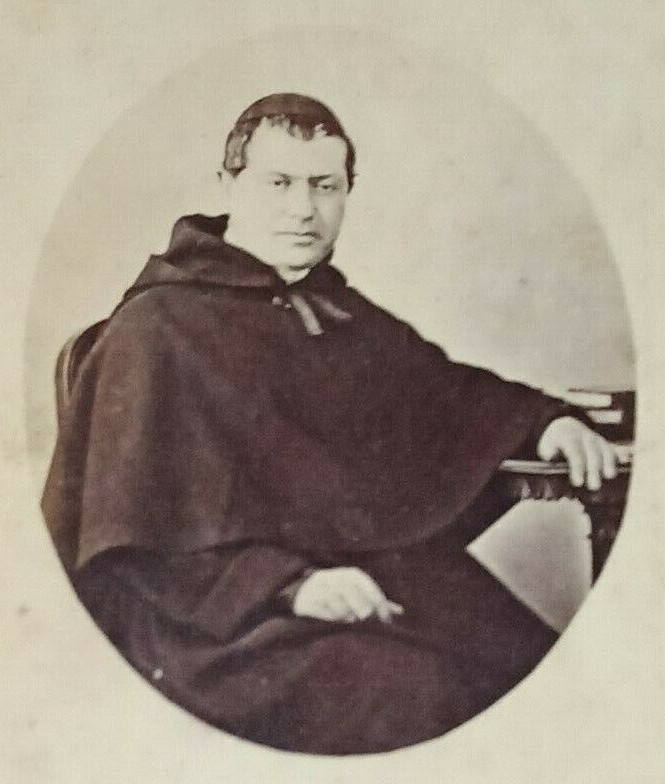
Paolo Antonio Micallef als Generalprior der Augustiner (um 1860)

Er trat in den Orden der Augustiner-Eremiten ein und empfing am 6. März 1841 das Sakrament der Priesterweihe. Im Jahr 1855 ernannte Papst Pius IX. ihn zum Generalvikar seines Ordens, dies wurde vom Generalkapitel 1859 bestätigt.
Am 21. Dezember 1863 wurde er zum Bischof von Città di Castello berufen. Die Bischofsweihe spendete ihm am 10. Januar 1864 der Kardinalbischof von Porto e Santa Rufina, Costantino Patrizi Naro; Mitkonsekratoren waren Erzbischof Pietro de Villanova Castellacci und Bischof Francesco Marinelli OESA, Sakristan des Papstes. 1866 wurde er nach dem Tod von Bischof Michele Francesco Buttigieg zum Administrator des Bistums Gozo bestellt, was er bis zur Ernennung von Bischof Antonio Grech Delicata 1868 blieb. Von 1869 bis 1870 war Micallef Teilnehmer am Ersten Vatikanischen Konzil.
Paolo Micallef wurde am 27. Oktober 1871 zum Erzbischof von Pisa erhoben. Er starb zwölf Jahre später und wurde im Dom von Pisa beigesetzt.